# إسكندر السويح
اسكندر السويح من مواليد 20 نوفمبر 1972 بصفاقس، لاعب كرة قدم تونسي في خطة وسط ميدان متقدم.

## مسيرته
لعب مع النادي الرياضي الصفاقسي ثم مع الترجي الرياضي التونسي، فقد بدأ مسيرته في صنف الأكابر مع النادي الصفاقسي سنة 1992، وأنهاها مع الترجي التونسي سنة 2004، بعد أسابيع من خسارته نهائي كأس تونس ضدّ فريقه الأمّ.
كما لعب مع منتخب تونس لكرة القدم وخاض بطولة كأس العالم لكرة القدم 1998 فرنسا حيث سجل هدفا من ضربة جزاء ضد مرمى منتخب رومانيا لكرة القدم انتهت بالتعادل الإيجابي 1-1.

## روابط خارجية
- إسكندر السويح على موقع الاتحاد الدولي (مؤرشف)  (الإنجليزية)
- إسكندر السويح على موقع قاعدة بيانات كرة القدم.إي يو (الإنجليزية)
- إسكندر السويح على موقع ناشيونال فوتبول تيمز (الإنجليزية)
- إسكندر السويح على موقع عالم كرة القدم.نت (الإنجليزية)